# إرنست إيستمان
إرنست إيستمان هو دبلوماسي وسياسي ليبيري، ولد في 27 مارس 1927 في مونروفيا في ليبيريا، وتوفي بنفس المكان في 28 فبراير 2011. انتخب وزارة الخارجية ‏ (1983 – 1986).